# Andrea Valentini (allenatore di pallacanestro)
Andrea Valentini (Teramo, 12 aprile 1971) è un ex cestista e allenatore di pallacanestro italiano.
È dal 2004 vice allenatore in Divisione Nazionale A Gold della Junior Casale Monferrato, squadra della quale è stato anche allenatore capo nella seconda parte della stagione 2011-12.

## Carriera
Ha iniziato la carriera di cestista nell'Auxilium Torino, senza però riuscire ad esordire. Ha successivamente militato in Serie B d'Eccellenza con Ragusa, Pozzuoli, Campli, Riva del Garda e Casale, dove ha chiuso la carriera nel 2004.
Proprio a Casale ha intrapreso la carriera di allenatore, in qualità di vice di Marco Crespi. Dopo le dimissioni di quest'ultimo nel febbraio 2012, Valentini è stato nominato capo allenatore della squadra fino al termine della stagione 2011-12.
Dalla stagione successiva è tornato ad occupare il ruolo di vice allenatore.